# Diospyros dumetorum
Diospyros dumetorum är en tvåhjärtbladig växtart som beskrevs av William Wright Smith. Diospyros dumetorum ingår i släktet Diospyros och familjen Ebenaceae. Inga underarter finns listade i Catalogue of Life.